# ジョバンニ・セグラ
ジョバンニ・セグラ・アギラール（Giovanni Segura Aguilar、1982年4月1日 - ）は、メキシコの男性プロボクサー。元WBAスーパー・WBO世界ライトフライ級王者。

## 戦績
15歳でボクシングを始める。アマチュアの戦績は38勝4敗。
2003年3月28日、アメリカ合衆国でプロデビュー。
2004年4月23日、ノーウォークのラマダ・インでホセ・アントニオ・リコとカリフォルニア州フライ級王座決定戦を行い、初回2分11秒TKO勝ちを収め王座を獲得した。
2005年6月8日、メイウッドのアクティビティーセンターでフランシスコ・ソトと対戦し、5回終了時TKO勝ちを収め、カリフォルニア州フライ級王座の初防衛に成功した。
2006年8月18日、パサデナのコンベンションセンターでハイル・ヒメネスとIBA世界フライ級王座決定戦を行い、4回2分59秒TKO勝ちを収め、王座を獲得した。
2006年11月3日、アリゾナ州・ノガレスのパロ・デュロ・クリーク・ゴルフコースでカルロス・タマラとNABF北米ライトフライ級暫定王座決定戦を行い、3-0（116-112、117-111、118-110）の判定勝ちを収め王座を獲得した。
2007年2月16日、シセロのシセロ・スタジアムでNABF北米ライトフライ級正規王者のヘスス・マルチネスと王座統一戦を行い、5回2分41秒TKO勝ちを収めNABF王座の統一に成功した。（記録上はNABA北米ライトフライ級暫定王座の初防衛）
2008年7月26日、ラスベガスのMGMグランドでセサール・カンチラ（コロンビア）とWBA世界ライトフライ級暫定王座決定戦を行い、プロ初黒星となる0-3の判定負けを喫し王座獲得に失敗した。
2009年3月14日、メヒカリでWBA世界ライトフライ級暫定王者のセサール・カンチラと再戦し、4回TKO勝ちを収め、暫定ながらWBA王座の獲得に成功した。
2009年6月、ブライム・アスロウムの休養王座認定に伴い正規王座認定を受け正規王者となった。
2009年7月25日、ナヤリット州・ヌエボ・バラルタでファニト・ルビリアル（フィリピン）と対戦し、6回TKO勝ちを収めWBA王座の初防衛に成功した。
2009年9月6日、休養王者ブライム・アスロウムが引退を表明し休養王座を返上した為、王座統一戦を経ずしてセグラが正規王者となった。
2009年11月21日、メリダでソニー・ボーイ・ハロと対戦し、セグラの左ボディーブローが炸裂し、ライトフライ級最短となる初回1分5秒KO勝ちを収めWBA王座の2度目の防衛に成功した。
2010年2月20日、ゲレーロ州・アカプルコでワルテル・テージョ（パナマ）と対戦し、3回1分56秒TKO勝ちを収めWBA王座の3度目の防衛に成功した。
2010年8月28日、プエルトリコ・グアイナボでWBO世界ライトフライ級王者のイヴァン・カルデロン（プエルトリコ）と王座統一戦を行い、8回1分34秒KO勝ちを収め王座統一に成功、WBA王座の4度目の防衛に成功すると共にWBO王座の獲得にも成功した。
2011年4月2日、バハ・カリフォルニア州・メヒカリで元WBO世界ライトフライ級王者のイヴァン・カルデロンと再戦し、3回1分39秒KO勝ちを収めWBO王座の初防衛に成功した。
減量苦を理由にフライ級に転向。2階級制覇を目指すことに。
2011年6月18日、トルーカの音楽ホールでエディー・スニガ（コスタリカ）とフライ級転向戦を行い、スニガから2度ダウンを奪い、1回2分58秒TKO勝ちを収め、フライ級転向戦を勝利で飾った。
2011年12月11日、WBO世界フライ級王者のブライアン・ビロリアと対戦し、自身初のKO負けとなる8回29秒TKO負けを喫し王座獲得に失敗すると同時に、2階級制覇に失敗した。試合後担架で病院に直行するも大した怪我はなかった。
2013年5月18日、ミチョアカン州シタクアロの闘牛場でWBC世界フライ級シルバー王者のエドガル・ソーサ（メキシコ）と対戦し、左右にスイッチしながらセグラが攻勢を仕掛け、ソーサがそれを迎え撃つ展開の中で9回にセグラがローブローの反則で1点の減点を科され、10回、11回とソーサの攻勢に遭い、12回にセグラの反撃を試みたものの12回0-3（112-116、112-115、113-114）の判定負けを喫し、WBCシルバー王座の獲得に失敗した。この試合は八重樫東への挑戦権も懸かっていた為、八重樫への挑戦権獲得に失敗した。
2013年8月17日、プエルトリコカロリーナイスラ・ヴェルデのエル・サンファン・リゾート&カジノでジョナサン・ゴンザレス（プエルトリコ）とWBOラテンアメリカフライ級暫定王座決定戦を行い、4回2分25秒KO勝ちを収め王座を獲得した。
2013年11月2日、ソノラ州・エルモシージョのセントロ・デ・ウソス・ムルティプレスで元WBA世界フライ級王者のエルナン・マルケスとWBO世界フライ級挑戦者決定戦を行い、12回1分57秒KO勝ちを収め、WBAスーパー・WBO世界フライ級王者のファン・フランシスコ・エストラーダへの挑戦権を獲得した。
2014年4月5日、バハ・カリフォルニア州ティフアナのヒポドロモ・カリエンテでIBF世界ライトフライ級9位のフェリペ・サルゲロ（メキシコ）とスーパーフライ級10回戦を行い、10回1分55秒TKO勝ちを収めた。
2014年9月6日、メキシコシティのアレナ・シウダ・デ・メヒコでWBAスーパー・WBO世界フライ級王者のファン・フランシスコ・エストラーダと対戦し、11回1分33秒TKO負けを喫しまたも2階級制覇に失敗した。
2015年12月19日、パナマシティのアレナ・ロベルト・デュランでKOドラッグのメインイベントでWBA世界スーパーフライ級暫定王者のルイス・コンセプシオンと対戦し2階級制覇を目指す予定だったが、条件面で折り合いがつかず中止になった。

## 獲得タイトル
- WBA世界ライトフライ級暫定王座（防衛0）
- WBA世界ライトフライ級王座（防衛4=返上、スーパー王座認定）
- WBO世界ライトフライ級王座（防衛1）
- リングマガジン世界ライトフライ級王座